# اسپن پارک (کلرادو)
اسپن پارک (به انگلیسی: Aspen Park) یک منطقهٔ مسکونی در ایالات متحده آمریکا است که در شهرستان جفرسون، کلرادو واقع شده‌است. اسپن پارک ۶٫۱ کیلومتر مربع مساحت و ۸۸۲ نفر جمعیت دارد و ۲٬۴۷۹ متر بالاتر از سطح دریا واقع شده‌است.